# Familien Jul og Nissehotellet
|  | Denne artikel er oprettet af botten Steenthbot ud fra en ekstern database. Den kan derfor have sproglige fejl eller mangler. Denne skabelon kan fjernes efter kontrol af indholdet. |

Familien Jul og Nissehotellet er en dansk børnefilm fra 2021 instrueret af Carsten Rudolf.

## Handling
Hugo er tolv år, og han tror stadig på nisser. Hans skolekammerater synes, han er barnlig, og han vælger derfor at bryde med sin bedste ven: nissen Pixy. Men da Hugo tager på juleferie på et familiehotel, finder han ud af, at der stadig er god grund til at have nissevenner.

## Medvirkende
- Pelle Falk Krusbæk
- Flora Augusta
- Jens Jørn Spottag
- Jens Sætter-Lassen
- Marie Askehave
- Paw Henriksen
- Julie Zangenberg
- Alexander W. Schøler
- Arthur Ditlev Wadstrøm